# Caponina cajabamba
Caponina cajabamba  (лат.) — вид мелких пауков из семейства Caponiidae. Южная Америка:  Перу, Кахамарка (регион). Длина самки — 5,4 мм.

## Таксономия
Вид Caponina cajabamba был впервые описан в 1994 году американским арахнологом Норманом Платником (Norman I. Platnick; р.1951; Американский музей естественной истории, Манхэттен, Нью-Йорк, США) вместе с Caponina tijuca и другими таксонами. Caponina cajabamba включён в состав рода Caponina Simon, 1891 вместе с Caponina longipes, Caponina alegre, Caponina chilensis, Caponina chinacota и другими видами.